# Camp heràldic
El camper o camp és, en heràldica, la superfície interior i total d'un escut, on es posen les particions i les càrregues. En el blasonament o descripció heràldica dels escuts, l'esmalt del camper és el primer element a què es fa referència, si bé la paraula "camper" es pot ometre per sobreentesa, pràctica que segueix la Generalitat de Catalunya en els escuts. Així, el blasonament de l'escut de Catalunya és, segons aquesta pràctica, el següent: "d'or, quatre pals de gules", que significa que dins un camper d'or hi figuren quatre pals de gules.